# Доторкнися до мене
«Доторкнися до мене» — кінофільм режисера Пол Кокс, що вийшов на екрани в 1993 році.

## Зміст
Головні героїні - дві жінки, які переймаються симпатією одна до одної. Їхнє знайомство відбувається завдяки заняттям у школі живопису, де одна з них займається викладанням, а інша підробляє, позуючи оголеною. Їх стрімке зближення перестає бути просто дружнім, коли вони вирушають на спільний вікенд у приватний будинок.

## Ролі
| Актор              | Роль |
| ------------------ | ---- |
| Гося Добровольська | -    |
| Клаудія Карван     | -    |
| Кріс Хейвуд        | -    |
| Беррі Отто         | -    |
| Девід Філд         | -    |
| Норман Кей         | -    |

## Знімальна група
- Режисер — Пол Кокс
- Сценарист — Пол Кокс, Беррі Діккінс
- Продюсер — Хартмут Колер, Регіна Циглер
- Композитор — Ранджит Саа